# トラート県

トラート県
จังหวัดตราด

- この項目は英語版を元に作成されています。

トラート県（トラートけん、タイ語: จังหวัดตราด）はタイ王国・東部の県（チャンワット）の一つ。チャンタブリー県と接し、県境の一部はタイランド湾で、カンボジアとの国境も有する。

## 歴史
県は1893年パークナム事件の後、フランスに占領され、仏領インドシナに一時編入され1905年のカンボジア割譲と引き替えに3月23日にタイへ返還された。
21初頭にはカンボジア国境にカジノが立ち並び、ギャンブルを楽しむタイ人客が訪れている。

## 地理
県東部には海岸線と山脈が隣り合わせになっている地域があり、その山脈がカンボジアの国境となっているために、タイ領が細長く続いているという興味深い光景を見ることが出来る。チャーン島というタイで二番目の大きさを誇る島もあり海洋国立公園（チャーン諸島海洋公園）に指定されている。また、チャンタブリー県とともに宝石がよく産出される県でもある。

## 県章
|  | 県章は海と背後に山がデザインされている。 県木はTerminalai catappaである。 |

## 隣接する県
- チャンタブリー県
- パイリン州
- バタンバン州
- ポーサット州
- ココン州

## 行政区
トラート県は7つの郡（アムプー）に分かれ、さらにその下位に38の町（タムボン）と、261の村（ムーバーン）がある。
| 1. ムアントラート郡 2. クローンヤイ郡 3. カオサミン郡 4. ボーライ郡 5. レームゴープ郡 6. クート島郡 7. チャーン島郡 | トラート県の郡 |